# Ли Тан
Ли Тан (кит. 李唐, пиньинь Lǐ Táng; род. ок. 1050 г. — ум. после 1135 г.) — китайский художник.

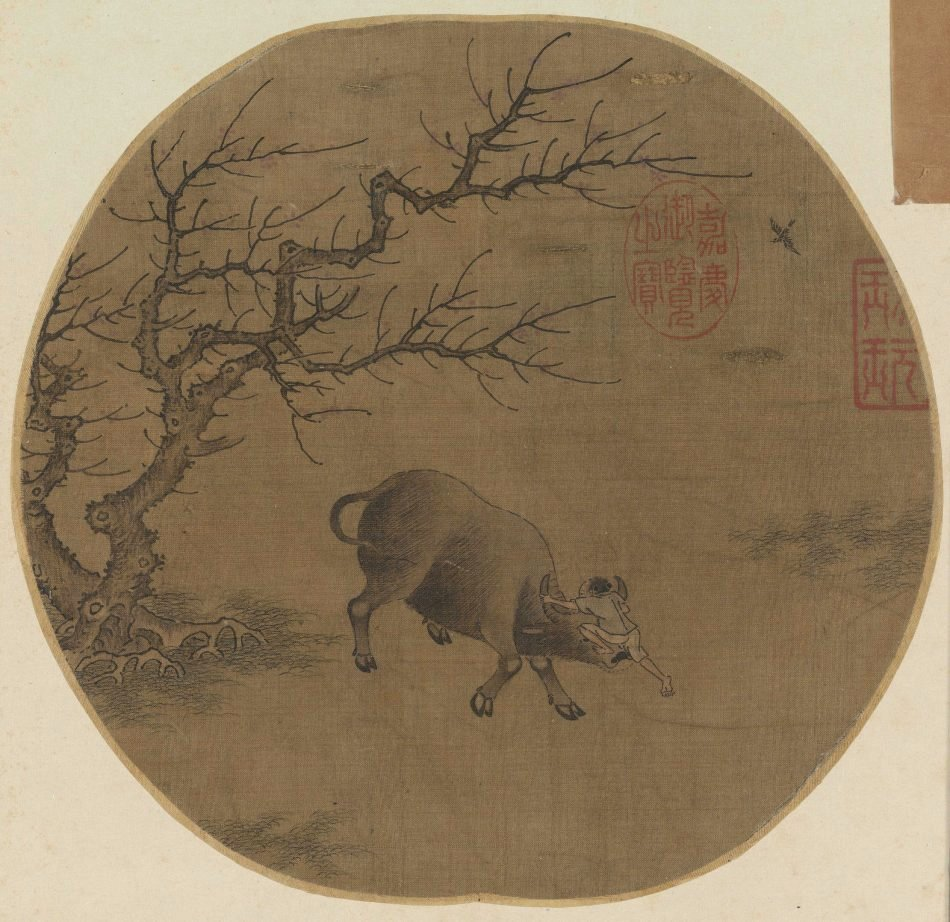
Ли Тан, Мальчик и буйвол. Гугун, Пекин. Американский историк искусства Джеймс Кэхилл считал, что появление вариаций на тему «мальчик и буйвол», было обусловлено желанием чиновников, пребывающих в вечном служебном стрессе, иметь изображения, на которых бы отдыхали глаз и душа.

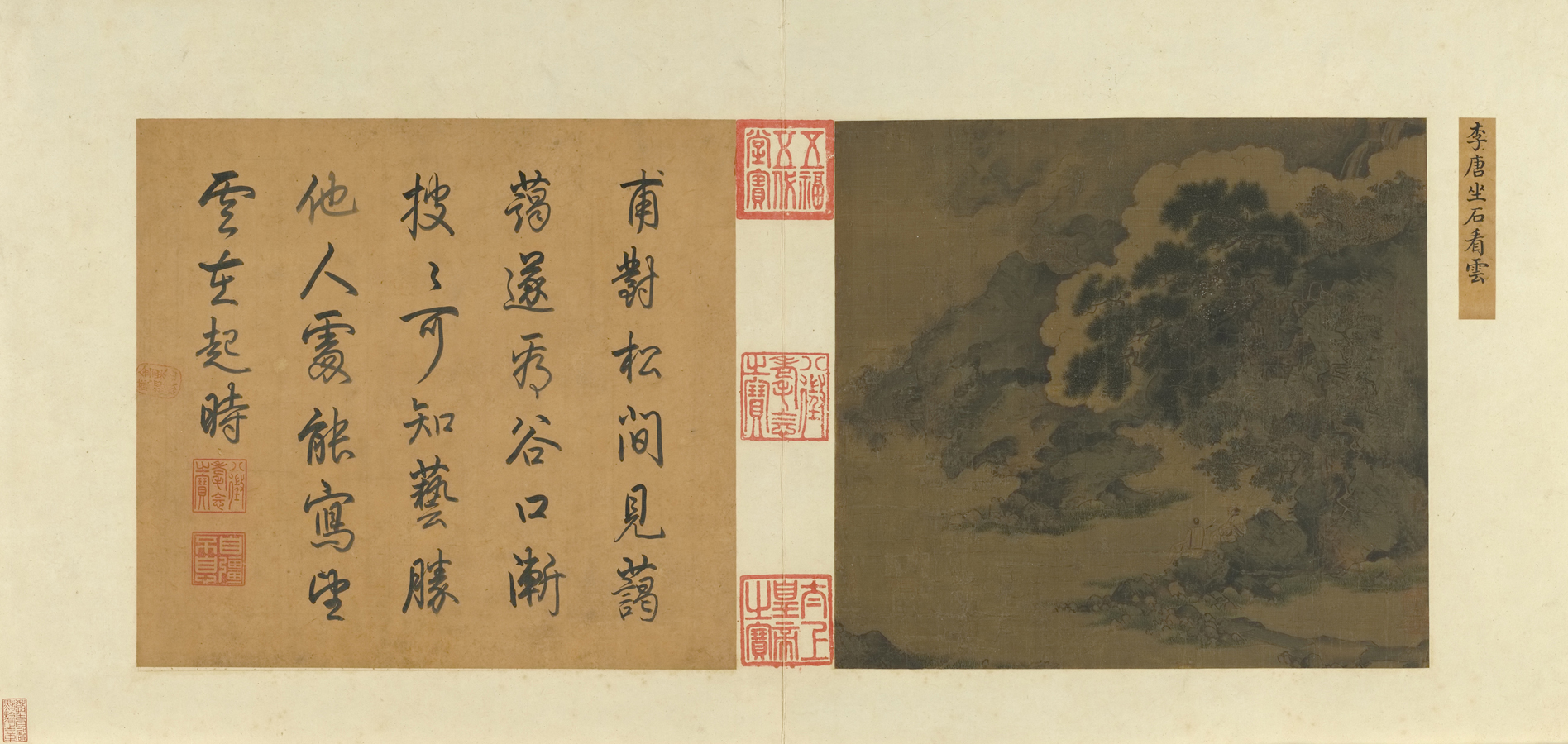
Ли Тан. Сидя на камнях взирают на облака. Гугун, Тайбэй. Исследователи считают, что Ли Тан первым стал изображать «созерцательные сцены», на которых учёный-чиновник постигает природу, с восторгом наблюдая за нею. Эта тенденция была продолжена Ма Юанем и юаньскими мастерами.

## Биография
Ли Тан был крупнейшим художником-академистом в последние годы существования государства Северная Сун и в первые года Южно-сунского государства. Старинные источники сообщают, что он был уроженцем севера — уезда Хэян (нынешний Мынчжоу), но первые 50 лет его жизни не имеют никакого документального освещения.
В 1100 году к власти в Китае пришёл император Хуэй-цзун (1082 −1135). В том же году он основал Академию Живописи, которая стала его любимым детищем. Хуэй-цзун сам был превосходным живописцем и каллиграфом, он культивировал в Академии утончённую и изящную стилистику, которая, по его мнению, должна была стать эстетическим выражением блеска Сунской империи. Вероятно, Ли Тан поступил в Академию с самого её основания, причём, в солидном возрасте, так как в то время ему было уже около пятидесяти лет. К этому же периоду относится сообщение, что в 1103 году он участвовал в копировании одной картины танской эпохи.
В 1110-х годах Ли Тан держал экзамен на повышение ранга в Академии Живописи, написав картину «Харчевня у моста». Вместо того, чтобы изобразить саму харчевню, художник нарисовал только вывеску на ветке бамбука. Столь непривычное решение понравилось императору Хуэй-цзуну, и он даровал Ли Тану чин дайчжао («ожидающий императорских указаний»). В 1124 году Ли Тан написал картину «Ветер в сосновой долине» — единственное произведение мастера, имеющее точную дату. Художник продолжал трудиться в Академии до тех пор, пока течение мирной жизни не прервали грозные исторические события.
К 1126 году Сунская империя ослабла настолько, что император Хуэй-цзун вынужден был отречься от трона в пользу своего сына Гао-цзуна. Чжурчжэни, докучавшие Сунской империи своими набегами, в 1127 году осадили столицу — Бяньлян (Кайфэн). Двор во главе с императором Гао-цзуном бежал в Наньцзин. За ним последовала и бяньлянская интеллигенция. Ли Тан был среди тех, кто предпринял полный опасностей путь на юг в это смутное время, когда рухнули все сунские государственные порядки, и страна погрузилась в хаос. По дороге, в горах Тайхан он был захвачен бандитами, среди которых оказался молодой художник Сяо Чжао (работал в 1130-60гг), ставший впоследствии учеником и сторонником творческих принципов Ли Тана, членом южно-сунской Академии Живописи.
В хаосе переходных лет какое-то время художник перебивался продажей своих произведений, исполненных на дешёвой бумаге. В эру Цзяньянь (1127-1131гг) Ли Тан, которому тогда было уже почти 80 лет, был представлен императору придворным чиновником Шао Хунъюанем. Ему была пожалована должность седьмого ранга и чин дайчжао в воссозданной Академии Живописи. Несколько лет спустя ему был пожалован высший знак императорского отличия — пояс с золотой рыбкой, и пост директора Академии живописи.
Этот пост подразумевал не только административное руководство Академией, но и консультации по вопросам искусства, которые руководитель давал императору и чиновникам двора. Гао-цзун относился к Ли Тану с неизменным уважением, а его картины вызывали у императора восторженные отзывы (напр. на картине «Кумирня на реке Чанся» (в ином варианте «Храм у реки долгим летом») император своей рукой начертал «Ли Тана можно сравнить с Танским Ли Сысюнем» («Ли Тан кэби Тан Ли Сысюнь» — император применил игру слов «Ли Тан — Тан Ли») — приравняв художника к великому мастеру эпохи Тан, который неизменно почитался императорами и придворными эстетами всех китайских династий. В письменных источниках периода Южной Сун сохранилось множество восторженных отзывов о творчестве Ли Тана.
Его сын Ли Ди (ок. 1100 — ок. 1189) стал известным живописцем, членом Академии Живописи, дослужившимся до поста вице-директора.
Точная дата смерти художника неизвестна; предполагают, что он скончался после 1135 года.

## Творчество

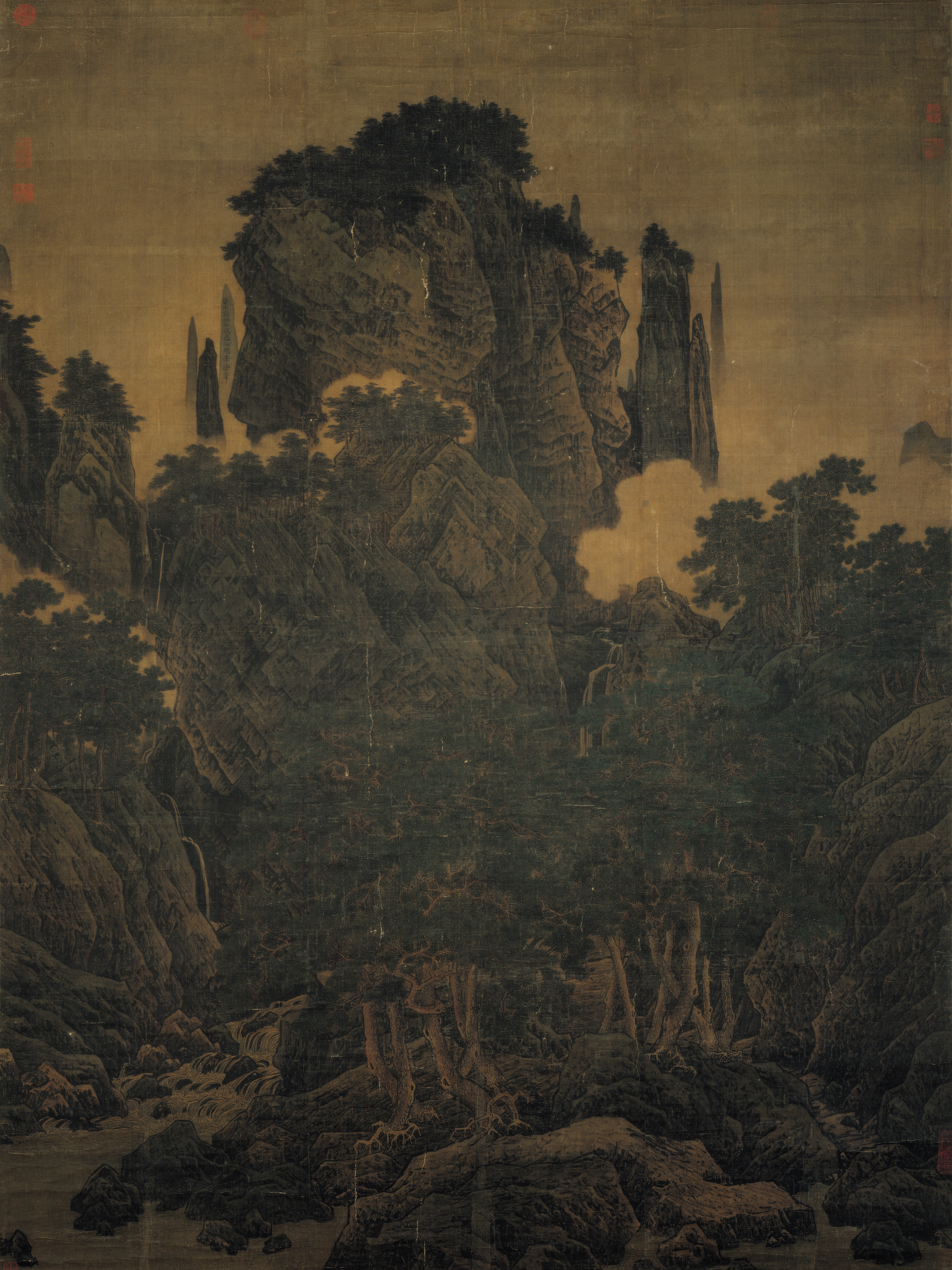
Ли Тан. Ветер в сосновой долине. 1124 г., Гугун, Тайбэй. Единственное произведение мастера имеющее точную дату.

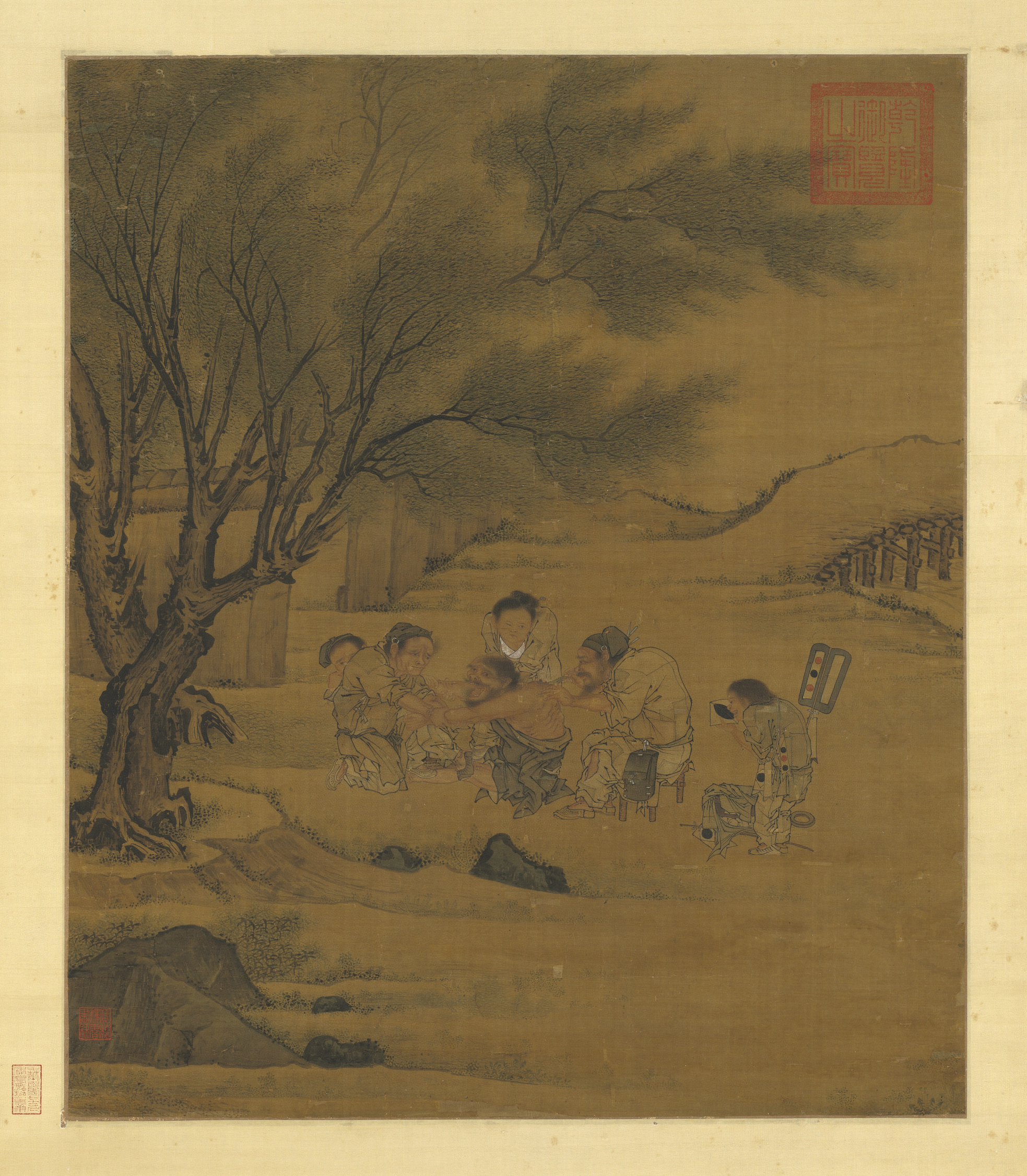
Ли Тан. Сельский лекарь. Гугун, Тайбэй.

Ли Тана считают вторым крупнейшим сунским мастером монументального пейзажа после Го Си. Он был художником-новатором, творческие находки которого в известной мере определили развитие академической живописи Южно-сунского периода. Непосредственными последователями его творчества были Сяо Чжао и Чжан Сюнли (особенно в пейзаже), Лю Суннянь, братья Янь (Янь Цыпин и Янь Цыюй) а также его сын Ли Ди. Более опосредованно влияние Ли Тана проявилось в творчестве Ма Юаня, Ся Гуя и минских художников Школы Чжэ. В пейзаже он апеллировал к древним образцам сине-зелёного стиля, созданного Ли Сысюнем во времена династии Тан, но соединял эту старинную традицию с достижениями художников эпохи Пяти династий и Сун, выраженными в творчестве таких пейзажистов, как Ли Чэн и Фань Куань. Результат этого синтеза можно видеть в целом ряде работ, которые приписываются Ли Тану.

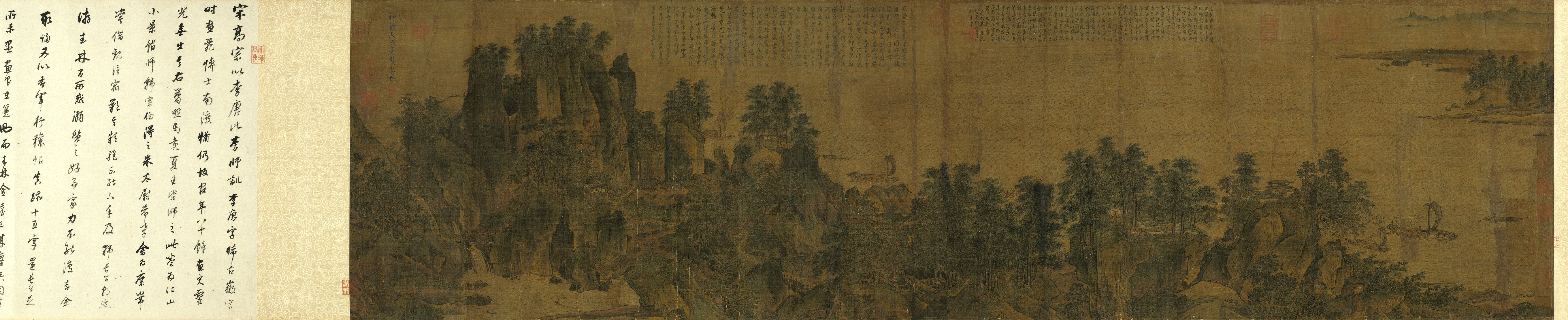
Ли Тан. Горы у реки. Шёлк, краски; 50х186 см; Гугун, Тайбэй

Хрестоматийным примером может послужить картина «Ветер в сосновой долине» (1124 г. Гугун, Тайбэй). С одной стороны мощный горный массив в ней похож на те, что можно видеть в работах Ли Чэна и Фань Куаня, с другой стороны к ним добавлены тонкие пики, которые характерны для произведений танских Ли Сысюня и Ли Чжаодао. Вместо техники точечного мазка, который применял Фань Куань, Ли Тан использует технику кисти, которая получила название «срубы топора» — поверхность гор выглядит так, словно их вырубали топором. Кроме того, вероятно, этот пейзаж когда-то был не таким, как он выглядит сейчас, но традиционным «сине-зелёным пейзажем» — его красочный слой почти весь осыпался (по сообщению Судзуки Кеи, исследовавшего свиток, остатки зелёной краски видны до сих пор). В такой же манере выдержан другой пейзаж Ли Тана — «Горы у реки» (Гугун, Тайбэй), в нём художник применил диагональное построение композиции.

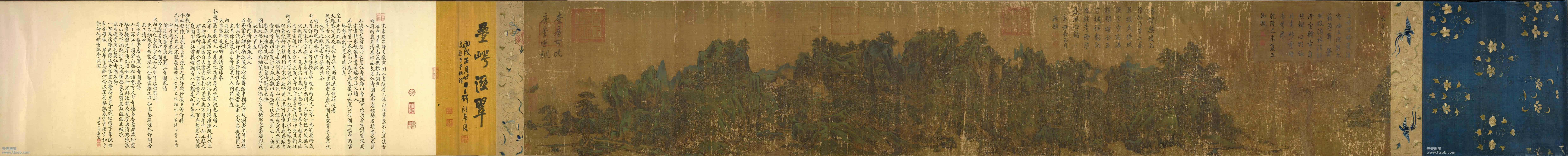
Ли Тан. Храм у реки долгим летом. Шёлк, краски; Гугун, Пекин. На этом свитке император Гао-цзун начертал «Ли Тана можно сравнить с Танским Ли»

По крайней мере, с XIV века существует традиционное утверждение, что Ли Тан был силён в трёх тематических жанрах: пейзаже (шаньшуй), изображении людей (жэньу) и изображении буйволов. Тематикой его работ в рамках жанра жэньу были как исторические события, так и зарисовки из повседневной жизни. Самым известным примером таких зарисовок является полная иронии картина «Сельский лекарь» (Гугун, Тайбэй). На ней деревенский врач прижигает спину крестьянину, которого еле удерживают его сыновья. Художник наверняка видел эту сценку где-то на сельской дороге и изобразил с присущим ему мастерством.

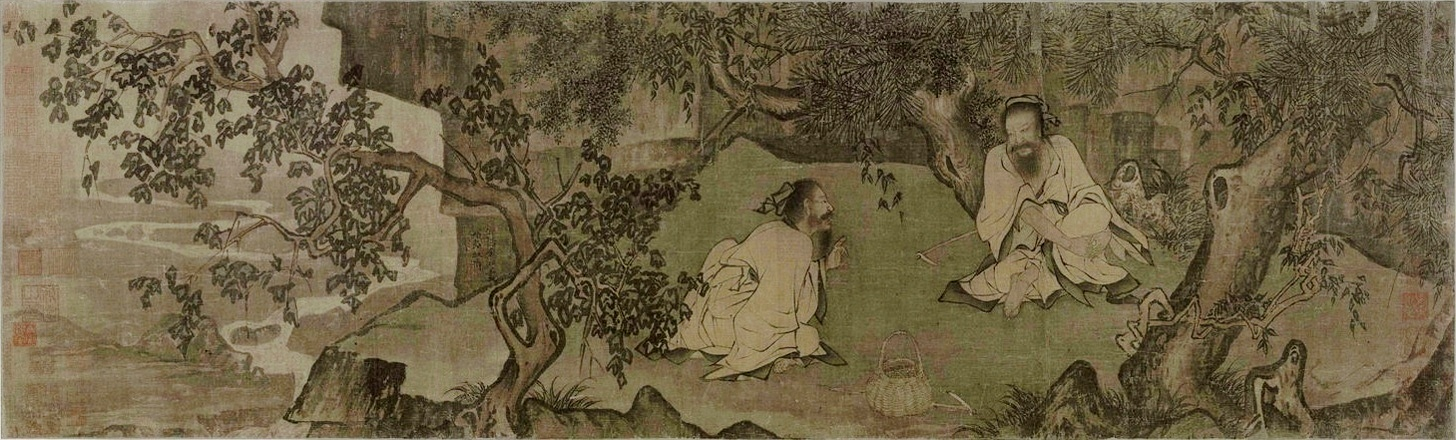
Ли Тан. Сбор повилики. Вариант «Сборщики трав». 27х90 см, Гугун, Пекин. Одно из самых известных произведений Ли Тана в жанре «жэньу». Это исторический сюжет, согласно которому двое братьев-чиновников из государства Шан-Инь (XVII—IX вв. до н. э.), Шу Ци и Бо И, не желавшие служить вражескому государству Чжоу (XI—III вв. до н. э.) бежали в горы и погибли голодной смертью. Они были выразителями высшей конфуцианской чести, поэтому очень почитались в конфуцианстве.

Существует также ряд работ с изображениями буйволов, которые приписывают Ли Тану. Как правило, это более поздние копии с его работ или вариации на тему его произведений.